# 司馬劭
司馬劭（3世纪—311年），西晋宗室，司马懿曾孙，扶风武王司马骏之孙，顺阳王司马畅之子。
司馬劭的叔叔新野县公司马歆跟随齐王司马冏讨伐赵王司马伦有功，永宁二年（302年）进封新野王，太安二年（303年）五月被张昌杀害。司馬劭于是出继司马歆，袭封新野王（治所在今河南省新野县）。永嘉五年（311年）没于石勒乱兵。
| 前任： 司馬歆 | 晋朝新野王 304年－311年 | 繼任： 国除 |